# Quentalia reissi
Quentalia reissi är en fjärilsart som beskrevs av J. Peter Maassen 1890. Quentalia reissi ingår i släktet Quentalia och familjen silkesspinnare. Inga underarter finns listade.